# 柴田凌
柴田 凌（しばた りょう、1997年8月11日 - ）は、兵庫県伊丹市出身のプロ野球チームスタッフ。2024年よりオリックス・バファローズのスペイン語通訳を務めている。

## 来歴・人物
伊丹市立西中学校時代は伊丹シニアでプレー。
中学時代に龍谷大平安高校野球部のプレーを甲子園大会で見て入部を決意する。しかし、入部後に周囲との実力差を痛感し、チームの役に立つためと、1年秋から三塁コーチを志願するようになる。3年春のセンバツでは背番号18の外野手でベンチ入りし、初戦敗退を喫して選手としての出場はできなかったものの三塁コーチの地位をつかんでいた。高校時代の同期には高橋奎二がいた。
高校卒業後も野球の裏方業を目指して、履正社医療スポーツ専門学校に進学。野球コースで選手としてプレーした他、公式記録の授業なども積極的に受講していた。2年春のアルバイト実習で、阪神園芸株式会社で阪神甲子園球場のグラウンド整備を経験したことで、同社への入社を希望する。
2018年4月に阪神園芸に入社。主に甲子園球場のグラウンド整備を担当した。勤務中にバックヤードで阪神タイガースの外国人選手をサポートする通訳の姿に見て、語学を学びたいと思うようになる。2022年6月に退職し、阪神球団通訳・橘佳祐のサポートを受け、7月から語学留学としてスペイン語圏のコロンビアへ渡る。コロンビアへは2度渡り、現地の子供たちへの野球指導を行うなどして、計6か月の滞在期間ながらスペイン語を習得した。
2023年オフにスペイン語圏の外国人選手を多く獲得したオリックス・バファローズが同年秋より通訳の募集を始める。知人から知らせで柴田はこれに応募し、2度の面接でスペイン語や自身の行動力をアピールすると、2024年1月に採用に至った。1月25日付で球団本部国際渉外部国際渉外グループに配属され、2月中旬より宮崎キャンプでチームに合流する。

## エピソード
- 龍谷大平安高校で最高学年となった際、あと4勝となった同高の甲子園通算100勝を目標に掲げていた[3]。在籍時に達成できなかったが、同高が甲子園通算100勝を達成した2018年夏の甲子園・鳥取城北高校戦では、柴田は勝利の校歌が流れる中で、バックスクリーン裏で校旗掲揚を担当していた[2]。